# 善得福
善得福，是日本純種競賽馬匹，生涯活躍於一哩及中距離賽事，曾勝出2014年富士錦標，亦於女皇盃、秋季天皇賞及大阪盃跑獲亞軍，亦曾五度遠征香港。

## 出賽前
2011年2月13日出生於北海道安平町北部牧場，成長途中於一口馬主俱樂部Carrot Farm Co. Ltd.進行馬主募集。
其後交由栗東訓練中心練馬師藤原英昭訓練。

## 競賽生涯

### 2歲
2013年7月20日出戰中京競馬場2歲新馬戰，保持在中團靠前位置下嘗試在直路衝前，但最終僅跑獲第四。
其後出戰2歲未勝利戰，選擇前置戰術下在約莫第四的位置展開推進，但始終未能追上Le Falchion下取得第二。
年末再度出戰2歲未勝利戰，繼續前置下一直在第二、三附近推進，在直路上越過對手下繼續衝刺，最終以1 1/2馬位壓贏蓋世俠盜取得首升。

### 3歲
2014年首戰為條件戰白梅賞，重拾居中戰術下嘗試在直路迫近對手，但最終未能壓制前方賽駒下以第五落敗。
1個月後出戰山茶花賞，繼續保持在中團位置下在直路稍微抽出中檔加速，最終克服軟地下成功衝出取得勝利。
3月29日出戰三級賽每日盃，在第八的位置展開推進下在彎道處開始發力，在直路逐步透出下一度取得領先，但最終被霜白絕塵及榮進神射反超下取得第三。
4月繼續挑戰皋月賞，本次比賽在中團靠後位置等待時機，通過對面直路附近開始發力，在彎道處稍為上前進佔位置。進入直路後，其繼續維持過彎時的衝勢展開加速，最終僅敗於明媚島、邁向世界、全勝時期及天下唯一取得第五。
5月下旬未有出戰東京優駿下選擇公開賽白百合錦標，比賽初段以緩慢的節奏進佔位置，一直保持在隊伍後方等待時機。進入直路後，其在外檔瞬間啟動並不斷衝刺蠶食前方，最終超越所有對手取得勝利，同時晉級公開組。
休養過後在秋季以聖烈特紀念作為首戰，繼續留於中團偏後位置下在彎道處抽出外檔望空，可惜在直路上不斷衝刺亦未能扭住局勢，最終取得第四的戰績。
未能出戰菊花賞下縮程前往富士錦標，處於第十附近的位置展開推進下一直維持穩定的步速，在比賽途中未有太大動作下一直在此位置。進入直路後，其在外檔位置逐步加速上前，最終跑出後600米32.9秒的優秀末腳下戰勝Shiny Prince及天行赤駿取得首個分級賽冠軍。
雖然其憑藉勝利取得一哩冠軍賽優先出賽權，但未有出戰下進入放草。

### 4歲
2015年首戰選擇為中山紀念，在中後方位置逐步推進下於彎道處上前，在直路繼續加速下跑出不俗的速度，但最終被新紀錄及標誌名駒拉開下取得第三。
其後遠征香港出戰女皇盃，沿途一直守第五、六附近的位置展開推進，在直路上不斷加速衝刺，但未能壓制透出的將男下以第二落敗。
回國稍為休養後在秋季出戰每日王冠，但狀態未能回復最佳下最終僅跑獲第七。
其後選擇以秋季天皇賞作為目標，賽前因每日王冠的表現僅取得第七人氣的支持。比賽開始後，其保持在第八的位置等待時機，在通過彎道時更稍為後退。進入直路後，其重新由外檔位置展開凌厲的衝刺，最終跑出全場最快末腳速度下僅以1/2馬位敗於朗日清天取得第二。
年末再度遠征香港出戰香港盃，但狀態無法保持下以第十大敗。

### 5歲
2016年上半年處於休養狀態下在6月復出出戰鳴尾紀念，雖然在比賽途中平穩的保持在第八的位置，但在直路上始終未能越過前方的里見貴族，最終以頸位之差取得第二。
6月下旬出戰寶塚紀念，在中團位置逐步推進下於第四彎道稍為上前，但在直路上僅能維持均速，最終以第五名完賽。
入秋後再度以每日王冠作為熱身戰，改用先行戰術下在直路上始終未能順利透出，最終再度以第三完賽。
10月末再度出戰秋季天皇賞，選擇後上一直維持穩定的步速，在直路加速下逐步收窄和前往賽駒的距離，最終僅未能追過滿樂時及不撓真鋼取得第三。
年末繼續以香港盃作為目標，本次比賽其在初段留守中團位置，但在對面直路中段面對前方榮進之光的快放下選擇稍為上前。進入直路後，其在中檔位置望空並開始加速，雖然最後被滿樂時及天才超越，但仍然可以壓贏朗日清天取得第三。

### 6歲
2017年3月出戰年度首戰金鯱賞，但狀態較為平淡下跑獲第六。
其後直接出戰本年度升格為一級賽的大阪盃，選擇於先頭部隊之中逐步推進，在彎道處開始發力迫近前方。進入直路後，其一直緊迫前方的北部玄駒進發，但最終未能超越對手下取得第二。
6月重返久違的一哩賽挑戰安田紀念，然而在後方位置無法突圍下僅跑獲第七的戰績。
進入秋季後，其改變策略出戰產經賞，在先頭集團進發之下通過第二彎道時稍為後退，在對面直路中段重新上前。進入直路後，其嘗試加速透出，但最終被一同纏鬥的薑味烈酒壓制，以1/2馬位落敗得第二。
其後連續三年出戰秋季天皇賞，但面對爛地之下完全未能衝出馬群，最終以第十落敗。
年末第四道遠征香港出戰香港盃，本次比賽繼續採用慣常的做法留在中團位置，但在直路上被馬克羅斯、明月千里及新寫實派壓制而取得第四。

### 7歲
2018年繼續現役，但表現逐漸下滑之下僅有每日王冠一場賽事跑入板內，其他賽事均跑出五名開外。
在香港盃取得第九返回日本後，陣營決定安排其退役。

### 詳細賽績
| 日期       | 舉辦國家 | 馬場 | 距離   | 級別 | 賽事名稱   | 負重 | 騎師     | 馬號 | 出馬 | 名次 | 時間    | 頭馬（二馬）     |
| ---------- | -------- | ---- | ------ | ---- | ---------- | ---- | -------- | ---- | ---- | ---- | ------- | ---------------- |
| 20/7/2013  | 日本     | 中京 | 草1600 |      | 2歲新馬    | 54   | 濱中俊   | 8    | 16   | 4    | 1:38.9  | Fermezza         |
| 17/11/2013 | 日本     | 京都 | 草1600 |      | 2歲未勝利  | 55   | 濱中俊   | 11   | 18   | 2    | 1:35.3  | Le Falchion      |
| 7/12/2013  | 日本     | 阪神 | 草1600 |      | 2歳未勝利  | 55   | 濱中俊   | 13   | 14   | 1    | 1:35.2  | （蓋世俠盜）     |
| 18/1/2014  | 日本     | 京都 | 草1600 |      | 白梅賞     | 56   | 濱中俊   | 7    | 13   | 5    | 1:36.0  | 榮進神射         |
| 15/2/2014  | 日本     | 京都 | 草1800 |      | 山茶花賞   | 56   | 岩田康誠 | 7    | 13   | 1    | 1:50.1  | （Zeus Barows）  |
| 29/3/2014  | 日本     | 阪神 | 草1800 | GIII | 每日盃     | 56   | 薛達祺   | 14   | 14   | 3    | 1:46.7  | 霜白絶塵         |
| 20/4/2014  | 日本     | 中山 | 草2000 | GI   | 皋月賞     | 57   | 後藤浩輝 | 8    | 14   | 5    | 2:00.0  | 明媚島           |
| 31/5/2014  | 日本     | 京都 | 草1800 | OP   | 白百合錦標 | 56   | 岩田康誠 | 2    | 12   | 1    | 1:45.1  | （先驅之才）     |
| 21/9/2014  | 日本     | 新潟 | 草2200 | GII  | 聖烈特紀念 | 56   | 三浦皇成 | 10   | 18   | 4    | 2:11.9  | 明媚島           |
| 25/10/2014 | 日本     | 東京 | 草1800 | GIII | 富士錦標   | 54   | 戶崎圭太 | 16   | 16   | 1    | 1:33.2  | （Shiny Prince） |
| 1/3/2015   | 日本     | 中山 | 草1800 | GII  | 中山紀念   | 55   | 薛達祺   | 11   | 11   | 3    | 1:50.5  | 新紀錄           |
| 26/4/2015  | 香港     | 沙田 | 草2000 | GI   | 女皇盃     | 57   | 福永祐一 | 9    | 12   | 2    | 2:03.20 | 將男             |
| 11/10/2015 | 日本     | 東京 | 草1800 | GII  | 每日王冠   | 57   | 戶崎圭太 | 11   | 13   | 7    | 1:46.1  | 榮進之光         |
| 1/11/2015  | 日本     | 東京 | 草2000 | GI   | 秋季天皇賞 | 58   | 戶崎圭太 | 14   | 18   | 2    | 1:58.5  | 朗日清天         |
| 13/12/2015 | 香港     | 沙田 | 草2000 | GI   | 香港盃     | 57   | 戶崎圭太 | 7    | 13   | 10   | 2:01.99 | 榮進之光         |
| 4/6/2016   | 日本     | 阪神 | 草2000 | GIII | 鳴尾紀念   | 56   | 戶崎圭太 | 12   | 14   | 2    | 1:57.6  | 里見貴族         |
| 26/6/2016  | 日本     | 阪神 | 草2200 | GI   | 寶塚紀念   | 58   | 戶崎圭太 | 8    | 17   | 5    | 2:13.4  | 勝之石           |
| 9/10/2016  | 日本     | 東京 | 草1800 | GII  | 每日王冠   | 56   | 川田將雅 | 2    | 12   | 5    | 1:47.4  | 薑味烈酒         |
| 30/10/2016 | 日本     | 東京 | 草2000 | GI   | 秋季天皇賞 | 58   | 川田將雅 | 14   | 15   | 3    | 1:59.7  | 滿樂時           |
| 11/12/2016 | 香港     | 沙田 | 草2000 | GI   | 香港盃     | 57   | 蘇銘倫   | 5    | 12   | 3    | 2:01.49 | 滿樂時           |
| 11/3/2017  | 日本     | 中京 | 草2000 | GII  | 金鯱賞     | 56   | 川田將雅 | 9    | 16   | 6    | 1:59.5  | 山勝最強         |
| 2/4/2017   | 日本     | 阪神 | 草2000 | GI   | 大阪盃     | 57   | 川田將雅 | 4    | 14   | 2    | 1:59.0  | 北部玄駒         |
| 4/6/2017   | 日本     | 東京 | 草1600 | GI   | 安田紀念   | 58   | 戶崎圭太 | 18   | 18   | 7    | 1:31.8  | 神燈光照         |
| 24/9/2017  | 日本     | 中山 | 草2200 | GII  | 產經賞     | 56   | 戶崎圭太 | 8    | 17   | 2    | 2:13.9  | 薑味烈酒         |
| 29/10/2017 | 日本     | 東京 | 草2000 | GI   | 秋季天皇賞 | 58   | 戶崎圭太 | 12   | 18   | 10   | 2:10.5  | 北部玄駒         |
| 10/12/2017 | 香港     | 沙田 | 草2000 | GI   | 香港盃     | 57   | 布文     | 5    | 12   | 4    | 2.02.32 | 馬克羅斯         |
| 6/5/2018   | 日本     | 新潟 | 草2000 | GIII | 新潟大賞典 | 58   | 和田龍二 | 13   | 16   | 11   | 2:00.6  | 鈴鹿不羈         |
| 24/6/2018  | 日本     | 阪神 | 草2200 | GI   | 寶塚紀念   | 58   | 岩田康誠 | 1    | 16   | 7    | 2:12.4  | 覓奇火箭         |
| 7/10/2018  | 日本     | 東京 | 草1800 | GII  | 每日王冠   | 56   | 福永祐一 | 3    | 13   | 4    | 1:44.7  | 太空隕石         |
| 28/10/2018 | 日本     | 東京 | 草2000 | GI   | 秋季天皇賞 | 58   | 歐道樂   | 1    | 12   | 9    | 1:58.1  | 金之霸           |
| 9/12/2018  | 香港     | 沙田 | 草2000 | GI   | 香港盃     | 57   | 布宜學   | 7    | 9    | 9    | 2.02.46 | 歡樂之光         |

## 退役後
退役後，善得福成為了配種馬，被輸出至新西蘭懷卡托Novara Park Stud休養，在2019年進行配種。首批子嗣於2020年出生。首批子嗣可於2022年出賽。
2023年4月1日，Pignan於馬拉華度育馬錦標取勝，成為首匹勝出分級賽及一級賽的善得福子嗣。

### 主要子嗣
2020年生
- Pignan（馬拉華度育馬錦標）

## 血統簡介
父系大震撼為日本賽駒，爲日本賽馬史上第二匹無敗三冠馬，生涯出戰十四場賽事僅得兩場未能勝出，退役後配種成績亦極爲優秀。祖父週日寧靜是美國三冠賽雙料冠軍馬，退役後在日本配種，在日本馬壇相當成功，贏得多項分級賽事，其子嗣贏得巨額獎金。
母系Kokoshnik為日本賽駒，生涯僅勝出條件戰級別的賽事。外祖父大洋船爲美國生產的日本賽駒，於草地泥地賽事均有表現，曾勝出NHK一哩賽及日本盃泥地大賽。

### 血統表
| 父線：週日寧靜系（Halo系）         |                         |                  |                  |
| 種馬 大震撼 2002年（棗色）         | 週日寧靜 1986年（棕色） | Halo             | Hail to Reason   |
| 種馬 大震撼 2002年（棗色）         | 週日寧靜 1986年（棕色） | Halo             | Cosmah           |
| 種馬 大震撼 2002年（棗色）         | 週日寧靜 1986年（棕色） | Wishing Well     | Understanding    |
| 種馬 大震撼 2002年（棗色）         | 週日寧靜 1986年（棕色） | Wishing Well     | Mountain Flower  |
| 種馬 大震撼 2002年（棗色）         | 風中秀髮 1991年（棗色） | Alzao            | 利法爾           |
| 種馬 大震撼 2002年（棗色）         | 風中秀髮 1991年（棗色） | Alzao            | Lady Rebecca     |
| 種馬 大震撼 2002年（棗色）         | 風中秀髮 1991年（棗色） | Burghclere       | Busted           |
| 種馬 大震撼 2002年（棗色）         | 風中秀髮 1991年（棗色） | Burghclere       | Highclere        |
| 繁殖雌馬 Kokoshhnik 2005年（灰色） | 大洋船 1998年（灰色）   | French Deputy    | Deputy Minister  |
| 繁殖雌馬 Kokoshhnik 2005年（灰色） | 大洋船 1998年（灰色）   | French Deputy    | Mitterand        |
| 繁殖雌馬 Kokoshhnik 2005年（灰色） | 大洋船 1998年（灰色）   | Blue Avenue      | Classic Go Go    |
| 繁殖雌馬 Kokoshhnik 2005年（灰色） | 大洋船 1998年（灰色）   | Blue Avenue      | Eliza Blue       |
| 繁殖雌馬 Kokoshhnik 2005年（灰色） | 金皇冠 1996年（栗色）   | Seeking the Gold | 淘金者           |
| 繁殖雌馬 Kokoshhnik 2005年（灰色） | 金皇冠 1996年（栗色）   | Seeking the Gold | Con Game         |
| 繁殖雌馬 Kokoshhnik 2005年（灰色） | 金皇冠 1996年（栗色）   | Bright Tiara     | Chief's Crown    |
| 繁殖雌馬 Kokoshhnik 2005年（灰色） | 金皇冠 1996年（栗色）   | Bright Tiara     | Expressive Dance |
| 雌系：號族：10-a                   |                         |                  |                  |
| 五代內近親交配：無                 |                         |                  |                  |

## 命名由來
名字Staphanos（ステファノス）於希臘語中，意思為冠冕，聯想自母系Kokoshnik之名字（此名字於俄羅斯語中，意思為女性頭飾），香港則取音譯，以「善得福」作為翻譯。

## 外部連結
- 善得福 netkeiba.com
- 血統表